# Nageoire dorsale

Planche représentant l'anatomie externe du poisson.
La nageoire dorsale porte le N° 3.

Pour les articles homonymes, voir Dorsale.

Planche représentant l'anatomie externe du cétacé.
La nageoire dorsale porte le N° 4.

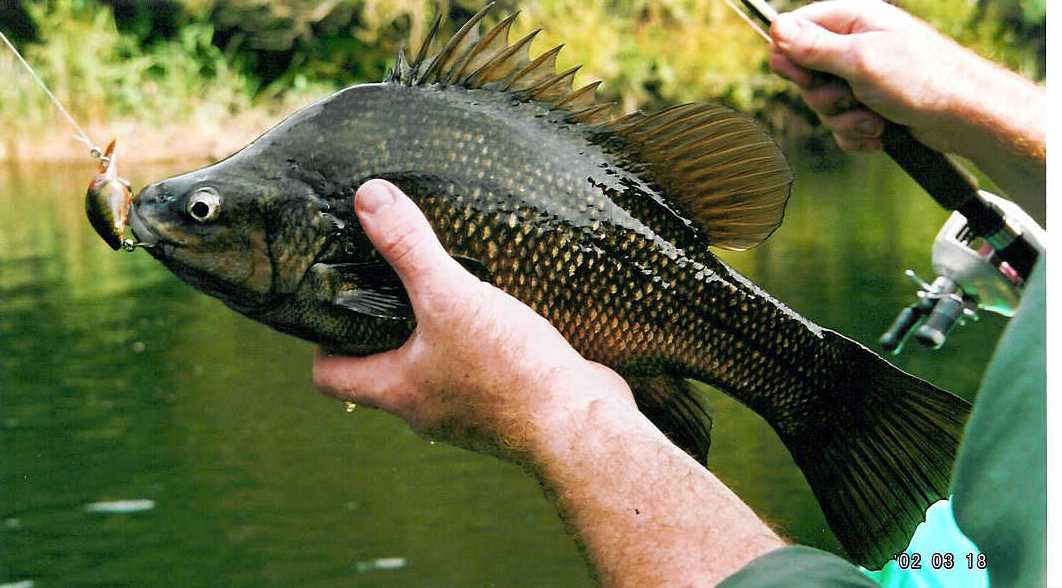
La perche Macquarie et ses deux nageoires dorsales.

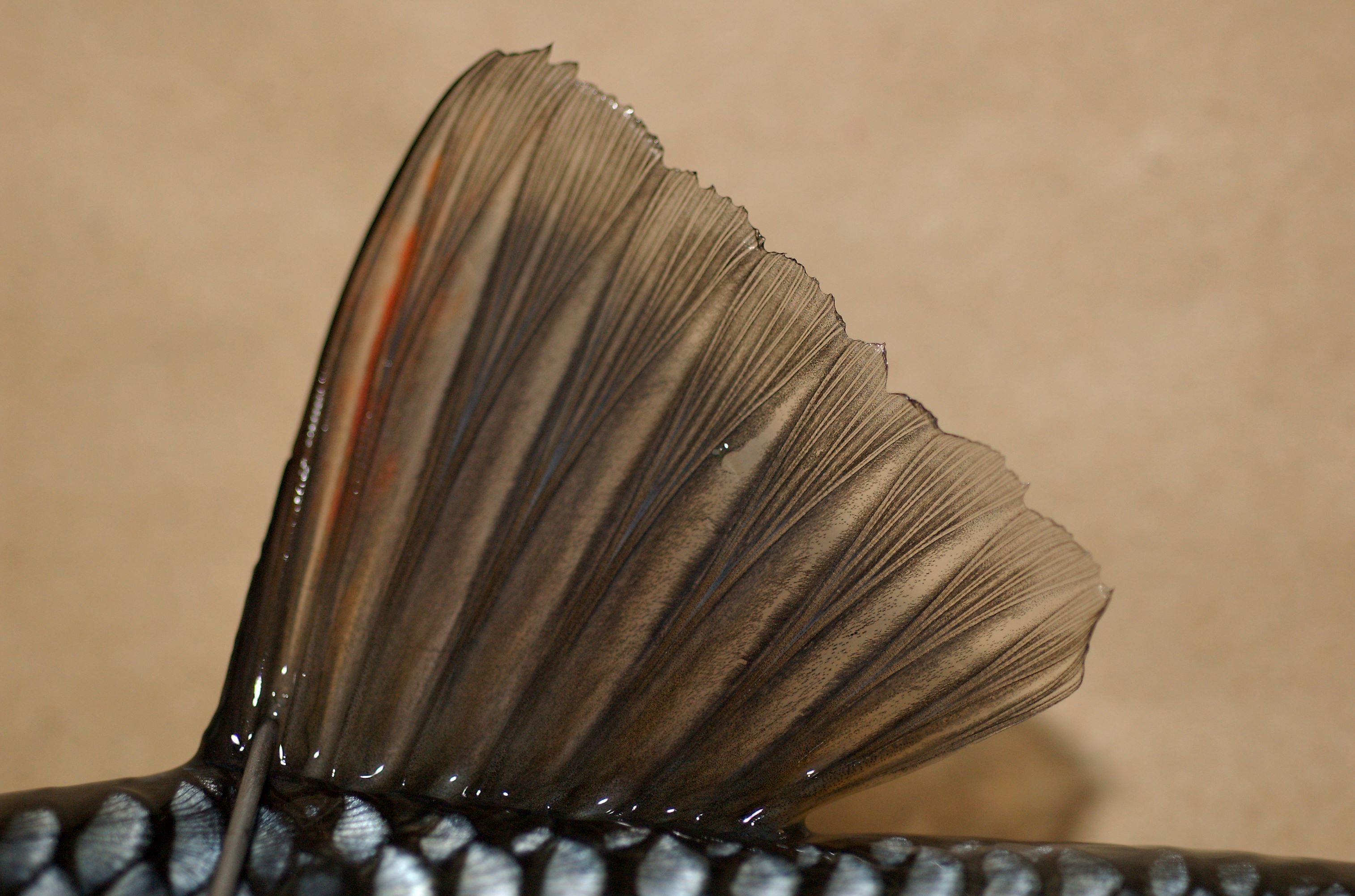
Nageoire dorsale à rayons de Chevesne Leuciscus cephalus, unique et située au milieu du dos.

La nageoire dorsale d'un poisson est une nageoire impaire située sur son dos. Elle est généralement soutenue par des rayons qui peuvent être relevés ou abaissés, voire orientés dans toutes les directions par des muscles situés à leur base.
On parle aussi de nageoire dorsale ou aileron pour certains mammifères marins (cétacés), tels que les dauphins ou les orques.

## Types de nageoires dorsales chez les poissons
Elle est, chez certaines espèces, scindée en deux ou en trois nageoires distinctes. La partie située vers l'avant est généralement épineuse, l'autre étant une nageoire dorsale « molle » (ou « adipeuse » chez les salmonidés). 
Les nageoires dorsales de certains poissons présentent des ornementations complexes (ocelles par exemple) ou une ou plusieurs épines défensives (chez l'épinoche par exemple), éventuellement capables d'injecter du venin. 
La taille, la forme, la structure et la couleur de la nageoire, ainsi que le nombre de rayons qui la constituent sont des critères d'identification utilisés par les ichtyologues.

## Aspects sanitaires
Les nageoires sont une des cibles de certains parasites des poissons. Elles peuvent être infectées par des bactéries ou des champignons.